# 10455 Donnison
10455 Donnison (1978 NU3) là một tiểu hành tinh vành đai chính được phát hiện ngày 9 tháng 7 năm 1978 bởi C.-I. Lagerkvist ở Đài thiên văn núi Stromlo. Nó được đặt theo tên J. Richard Donnison, nhà thiên văn học lý thuyết và nhà toán học ứng dụng thuộc Queen Mary, Đại học London, và trước đây thuộc Goldsmiths, Đại học London.